# Philippe de Chabot
Philippe de Chabot, Signore De Brion, Conte di Charny e Buzançois (1492 – Parigi, 1º giugno 1543) è stato un ammiraglio francese.

## Biografia
La famiglia de Chabot era una delle più antiche e delle più potenti nel Poitou. Philippe era un cadetto del ramo Jarnac. Fu compagno di Francesco I quando era un bambino e al momento dell'ascesa del sovrano fu onorato di gloria e possedimenti. Dopo la battaglia di Pavia fu creato ammiraglio di Francia e governatore della Borgogna e condivise con Anne de Montmorency la direzione degli affari. Servì come ambasciatore in Inghilterra nel 1533 e nel 1534. Fu all'apice del suo potere nel 1535, quando comandò l'esercito per l'invasione degli stati del duca di Savoia, ma nelle campagne del 1536 e del 1537 fu eclissato da Montmorency, e da quel momento la sua influenza iniziò a declinare. Fu accusato dai suoi nemici di peculazione e condannato il 10 febbraio del 1541 a una multa di 1.500.000 libre, al bando e alla confisca dei suoi possedimenti. Nonostante i buoni uffici dell'amante del re, Madame d'Étampes, comunque, ottenne dal re quasi immediatamente il perdono (marzo 1541) e reintegrato nella sua posizione, riguadagnò i suoi possedimenti e anche la sua influenza, mentre Montmorency a sua volta cadde in disgrazia. Ma la sua salute fu afflitta da varie malattie, e morì poi presto, il 1º giugno 1543.
La sua tomba, spostata al Louvre, attribuita Jean Cousin il Vecchio, è un bell'esempio di opera rinascimentale francese. Fu suo nipote, Guy Chabot, signore di Jarnac, che combatté il famoso duello con Francesco di Vivonne, signore della Châtaigneraie, nel 1547, all'inizio del regno di Enrico II. Chabot fu determinante nell'organizzare i viaggi di Giovanni da Verrazzano e Jacques Cartier.

## Matrimonio e discendenza

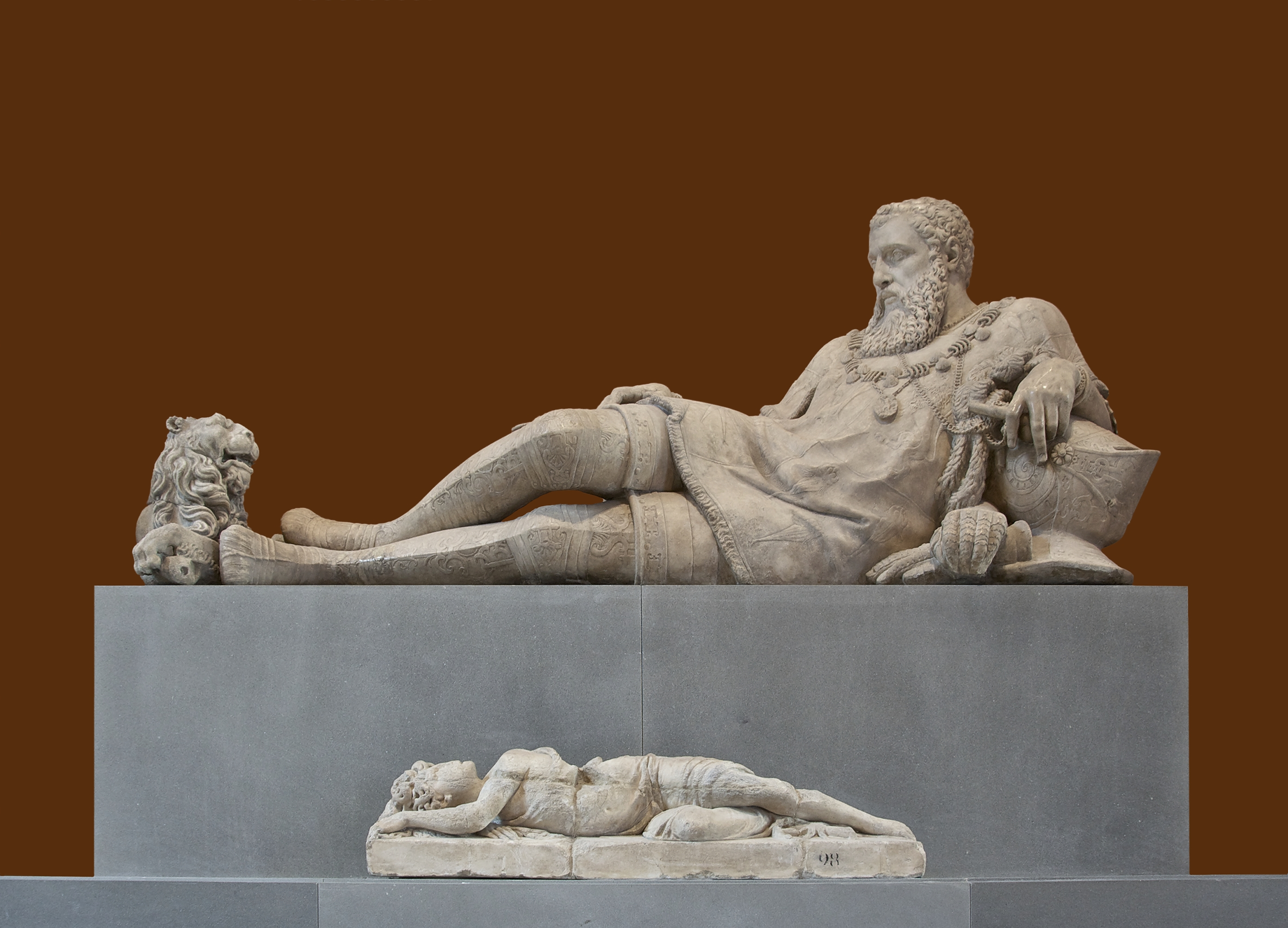
La tomba di Philippe de Chabot, al Louvre, Parigi.

Il 10 gennaio 1526, Chabot sposò Françoise de Longwy, signora di Pagny e di Mirebeau (1510-dopo il 14 aprile 1561), la più anziana delle figlie di Giovanni IV de Longwy, signore de Givry, Baron de Pagny e di Mirebeau, e di Giovanna d'Angoulême, contessa di Bar-sur-Seine, l'illegittima sorellastra di Re Francesco. I due ebbero sei figli:
- Leonor Chabot, Conte di Charny (1526–1597)
- François Chabot, Marchese di Mirebeau
- Françoise Chabot de Charny
- Antoinette Chabot de Charny
- Anne Chabot de Charny
- Jeanne Chabot de Charny

## Nella letteratura e nel cinema
Il suo conflitto con Montmorency è raffigurato in un'opera teatrale del XVII secolo di George Chapman e James Shirley intitolata The Tragedy of Chabot, Admiral of France (1639). Una versione fittizia di Chabot appare nella serie showtime 2007 The Tudors, ove l'ammiraglio è interpretato da Philippe De Grossouvre. Questo è nella stagione 2, episodio 6.